# مثل حجر يتدحرج (أغنية)
مثل حجر يتدحرج 
(بالإنجليزية: Like a Rolling Stone)‏ هو عنوان أغنية للمغني الأمريكي بوب ديلان. أصدرت الأغنية سنة 1965 في الألبوم الطريق السريع 61 إعادة النظر Highway 61 Revisited.
تعد الأغنية عند النقاد من أكثر الأغاني باللغة الإنجليزية تأثيراً من حيث البعد الثقافي، وهي على رأس قائمة أفضل 500 أغنية باللغة الإنجليزية في كل العصور حسب تقييم مجلة رولينغ ستون.